# 彩繪人生
彩繪人生（英語：Mylo Xyloto）是英國另類搖滾樂隊酷玩樂隊的第五張專輯。於2011年10月24日全球發行。發行公司是EMI。專輯中的首張單曲“Every Teardrop Is a Waterfall”於2011年6月3日發行。第二張單曲“Paradise”於3個月後的9月發行。 這張專輯在17個國家登上專輯排行榜首位。在英國，彩繪人生是酷玩樂隊第五張一上市就登上首位的專輯，在上市後第一個禮拜銷量達208,000 張，並且其合法下載量也達到了83,000次。彩繪人生也是酷玩樂隊第三張一上市就登上美國Billboard 200排行榜首位的專輯，在其上市的第一個禮拜銷量達到447,000 張。“Paradise”和“Every Teardrop Is a Waterfall”獲得了三項格萊美獎提名。

## 作詞及錄音
酷玩樂團的主唱克里斯·馬汀曾表示他不相信“樂團在他33歲之後可以繼續運作”，不過他之後改變了這一說法，並於2008年12月表示他的意思是樂團“會把新專輯當最後一張專輯來做，因為只有這樣樂團才能進行下去”，他也表示他認為樂團永遠不會解散。貝斯手蓋·貝瑞曼也在此之前表示過“樂團才剛起步，要看著他長大”，並表示樂團將重回錄音棚。

在一次採訪中，克里斯·馬汀曾暗示新專輯中將降低短小華麗的樂曲的主導地位，並且樂曲會變得更簡單。。他還表示新專輯“很有可能會以M開頭”。
從2008年開始，酷玩樂團就開始在北倫敦縉庭山的一處廢棄的麵包房內開始錄音工作。他們的上一張專輯玩酷人生也是在這裡錄音。 不過這次他們搬到同樣位於北倫敦的一所閒置的教堂開始進行他們第五張專輯的製作

## 風格
彩繪人生是一張概念專輯，其曲目的編排就是一個完整的故事。據克里斯·馬汀表示，這張專輯"改編自一個具有美好結尾的愛情故事" ，故事的兩個主角生活在壓迫、反烏托邦、都市環境之中，兩人相遇並愛上彼此。這張專輯的靈感來自於“美國一些舊學校的塗鴉”和“白玫瑰運動”。馬汀也表示這張專輯受到了HBO的電視劇火線的影響。酷玩樂團曾多次表示他們的新專輯能比在2008年發行的玩酷人生“更具音樂性”和“更讓人感到親切”。

## 發行及宣傳
這張專輯在2010年12月即傳出已進入製作的“最終階段”，不過到2011年時，酷玩樂隊在玩酷人生巡迴演唱會上表示製作還遠未結束。
專輯於2011年10月24日以CD形式發行。

### 單曲
於5月31日，酷玩樂團表示他們的新單曲Every Teardrop Is a Waterfall將在6月3日開放下載， 這張單曲包含了彼得·艾倫及Adrienne Anderson的歌曲“I Go to Rio”之元素。2011年6月21日，酷玩樂團的網站上宣布樂隊將於6月26日發行一張數位版的EP，內含“Every Teardrop Is a Waterfall”、“Major Minus”和“Moving to Mars”。
專輯的第二張單曲Paradise於2011年9月12日發行。當天，克里斯·馬汀表示將和蕾哈娜合作演唱新曲“Princess of China”。Paradise很快就登上了Billboard最熱100單曲排行榜的第15位。並且在全世界的15個排行榜中擠入前10位。
10月19日，Billboard雜誌誤報Princess of China將會是專輯的第三首單曲。酷玩樂團的官方網站和其所屬的Parlophone都未表示他們將發行這首單曲。
“查理布朗”是這張專輯的第三首單曲，樂團在X-Factor節目上演唱這首歌曲之後證實了這一消息。這首單曲最終於2012年1月10日發行。

## 評價

### 主要評價
彩繪人生獲得了音樂評論家普遍的好評。Metacritic網站給這張專輯65/100分的評價。。 Spin雜誌給出7/10分的評分。衛報的Alexis Petridis給了這張專輯三顆星的評價。。滾石雜誌的Josh Eels則給了這張專輯3.5顆星的評價。而娛樂周刊的 Melissa Maerz則只給C+的評價。IGN給了給8/10分的評分。Sputnikmusic給出了10/10的評分。Q雜誌給了這張專輯五顆星的高分，並認為“第五張專輯會在很長時間確保他們的重要地位”。每日電訊報的Neil McCormick稱這張專輯的魅力“不可抗拒”。不過，洛杉磯時報的Randall Roberts只給這張專輯1.5顆星的評價，並對樂團提出了批評。BBC音樂的Martin Aston評價這張專輯“第五張專輯取得了成功，讓人看到酷玩令人熟悉的優點”。Allmusic的編輯Stephen Thomas對彩繪人生給出了三顆星半的評分。

### 銷售情況
在英國，這張專輯於其上市三天內就銷量超過122,000張。其在英國專輯排行榜上一上市就登上首位，第一個禮拜銷量達到208,000張。這是酷玩樂團第五張銷量排名第一的專輯，也是2011年首個禮拜銷量排名第二的專輯，僅此於Lady Gaga的Born This Way。。酷玩樂團也是繼披頭四樂團和綠洲樂隊之後，第三個其頭五張專輯均一上市便登上銷量首位的英國樂隊團。專輯下載量達到83,000次，是首張在一個禮拜內下載量超過80,000次的專輯，超過了之前接招合唱團的Progress所創下的紀錄（79,800 u次）。在發行之後第二個禮拜，其銷量排名滑至第二位，銷售出67,132張。截止到2011年12月，這張專輯在英國銷量達到702,426張。
彩繪人生在美國的Billboard 200排行榜上也是一發行就登上排名首位，在發行後第一個禮拜銷量達447,000張。在加拿大，這張專輯一發行就登上加拿大專輯排行榜首位，第一個禮拜銷量達65,000張。這張專輯在澳大利亞同樣一上市就登上排行榜首位，在其上榜後的第二個禮拜，因銷量超過70,000張，被澳大利亞唱片協會（ARIA）認證為白金唱片。在丹麥，專輯發行後即登上首位，第一個禮拜銷量達7,807張這張專輯被國際唱片業協會認證為白金唱片。

## 曲目列表
| 彩绘人生 | 彩绘人生                                                | 彩绘人生 |
| 曲序     | 曲目                                                    | 时长     |
| -------- | ------------------------------------------------------- | -------- |
| 1.       | 彩绘人生 Mylo Xyloto                                    | 0:43     |
| 2.       | 痛彻心扉 Hurts Like Heaven                              | 4:02     |
| 3.       | 天堂 Paradise                                           | 4:37     |
| 4.       | 查理布朗 Charlie Brown                                  | 4:45     |
| 5.       | 相对的世界 Us Against the World                         | 3:59     |
| 6.       | M.M.I.X.                                                | 0:49     |
| 7.       | 每滴眼泪，都宛如瀑布 Every Teardrop Is a Waterfall      | 4:00     |
| 8.       | 最大的缺点 Major Minus                                  | 3:30     |
| 9.       | 祈望 U.F.O.                                             | 2:17     |
| 10.      | 中国公主（蕾哈娜合唱） Princess of China (with Rihanna) | 3:59     |
| 11.      | 烈火之上 Up in Flames                                   | 3:13     |
| 12.      | 希望传递 A Hopeful Transmission                         | 0:33     |
| 13.      | 别让他伤了你的心 Don't Let It Break Your Heart          | 3:54     |
| 14.      | 展翅高飞 Up with the Birds                              | 3:45     |

| 日本版加值曲目 | 日本版加值曲目 | 日本版加值曲目 |
| 曲序           | 曲目 | 时长           |
| -------------- | --- | -------------- |
| 15.            | 查理布朗 (2011年格拉斯顿伯里当代表演艺术节現場演出) Charlie Brown (Live from Glastonbury 2011)                             | 4:48           |
| 16.            | Life Is for Living (2011年格拉斯顿伯里当代表演艺术节現場演出) Life Is for Living (Live from Glastonbury 2011)              | 2:30           |
| 17.            | 每滴眼泪，都宛如瀑布 (2011年格拉斯顿伯里当代表演艺术节現場演出) Every Teardrop Is a Waterfall (Live from Glastonbury 2011) | 4:38           |

Sample credits
- "Every Teardrop Is a Waterfall" incorporates elements of "Ritmo De La Noche" written by Alex Christensen, Harry Castioni, Bela Lagonda and Jeff Wycombe, which incorporates elements of "I Go to Rio" written by Peter Allen and Adrienne Anderson.
- "Princess of China" features a sample from "Takk..." written by Jón Þór Birgisson, Orri Páll Dýrason, Georg Hólm and Kjartan Sveinsson, performed by Sigur Rós.
- "Up with the Birds" features a sample from "Driven by You" by Brian May. It also includes a lyrical sample from "Anthem" by Leonard Cohen.

## 榜單
| 排行榜 （2011）           | 最高 排名 |
| ------------------------- | --------- |
| 澳大利亞專輯排行榜        | 1         |
| 奧地利專輯排行榜          | 2         |
| 比利時專輯排行榜 (弗蘭德) | 1         |
| 比利時專輯排行榜 (瓦隆)   | 1         |
| 加拿大專輯排行榜          | 1         |
| 丹麥專輯排行榜            | 1         |
| 荷蘭專輯排行榜            | 1         |
| 芬蘭專輯排行榜            | 2         |
| 法國專輯排行榜            | 1         |
| 德國專輯排行榜            | 1         |
| 希臘專輯排行榜            | 2         |
| 愛爾蘭專輯排行榜          | 1         |
| 意大利專輯排行榜          | 1         |
| 墨西哥專輯排行榜          | 1         |
| 新西蘭專輯排行榜          | 1         |
| 挪威專輯排行榜            | 1         |
| 葡萄牙專輯排行榜          | 1         |
| 西班牙專輯排行榜          | 3         |
| 瑞典專輯排行榜            | 1         |
| 瑞士專輯排行榜            | 1         |
| 英國專輯排行榜            | 1         |
| 美國Billboard 200         | 1         |

## 發行日
| 地區     | 日期           | 發行公司               | 形式               |
| -------- | -------------- | ---------------------- | ------------------ |
| 世界     | 2011年10月24日 | Parlophone             | CD、下載、密紋唱片 |
| 日本     | 2011年10月19日 | EMI音樂 (日本)         | CD、下載、密紋唱片 |
| 澳大利亞 | 2011年10月21日 | Parlophone             | CD、下載、密紋唱片 |
| 德國     | 2011年10月21日 | Parlophone             | CD、下載、密紋唱片 |
| 波蘭     | 2011年10月24日 | EMI波蘭                | CD、密紋唱片       |
| 意大利   | 2011年10月24日 | EMI意大利              | 下載               |
| 意大利   | 2011年10月25日 | EMI意大利              | CD                 |
| 北美     | 2011年10月25日 | Capitol Records        | CD、下載、密紋唱片 |
| 巴西     | 2011年10月28日 | EMI                    | CD                 |
| 智利     | 2011年10月31日 | EMI                    | CD                 |
| 哥倫比亞 | 2011年11月9日  | EMI哥倫比亞 Parlophone | CD                 |

## 外部連結
- 官方网站